# Yours Sincerely
Yours Sincerely är den svenska sångaren Anna Bergendahls debutalbum, som utgavs den 14 april 2010. Skivan klättrade direkt upp till första plats på Sverigetopplistan vecka 16, 2010.

## Låtlista
1. Rolling Dice  (Daniel Zangger Borch/Anna Bergendahl/Dan Sundquist)
2. This Is My Life (text Kristian Lagerström, musik Bobby Ljunggren)
3. Barcelona Blues  (Anna Bergendahl)
4. The Army  (Kristian Lagerström/Bobby Ljunggren)
5. Yeah Yeah Yeah (Daniel Zangger Borch/Anna Bergendahl/Dan Sundquist)
6. My Love (Daniel Zangger Borch/Mohammad Denebi)
7. Beautiful (Daniel Zangger Borch)
8. Bye Bye Darling (Daniel Zangger Borch/Anna Bergendahl/Mohammad Denebi/Björn Djupström)
9. Got My Heart In Your Pocket (Kristian Lagerström/Johan Lyander)
10. Have a Heart  (Bonnie Hayes)
11. You Make Me Happy (Kristian Lagerström/Bobby Ljunggren) (duett med Brandur Enni)
12. Melodramatic Mess (Anna Bergendahl)

## Listplaceringar
| Lista (2010)        | Topplacering |
| ------------------- | ------------ |
| Svenska albumlistan | 1            |